# Aloe polyphylla
Espèce
 Aloe polyphylla (polyphylla signifie beaucoup de feuilles en grec) est une espèce de plantes de la famille des Asphodelacées. Elle fait partie du genre Aloe.
Son apparence en spirale est surprenante et particulière.

## Origine
Cette plante est originaire de Lesotho sur les pentes rocheuses basaltiques entre 2230 et 2720 mètres d'altitude de la chaîne de montagnes du Drakensberg, en Afrique du Sud. La région est fraiche et très humide. Aloe polyphylla est une espèce menacée et protégée a cause de la surexploitation des terres mais aussi dû à la raréfaction de l'oiseau Souimanga malachite qui est son principal pollinisateur.

## Description

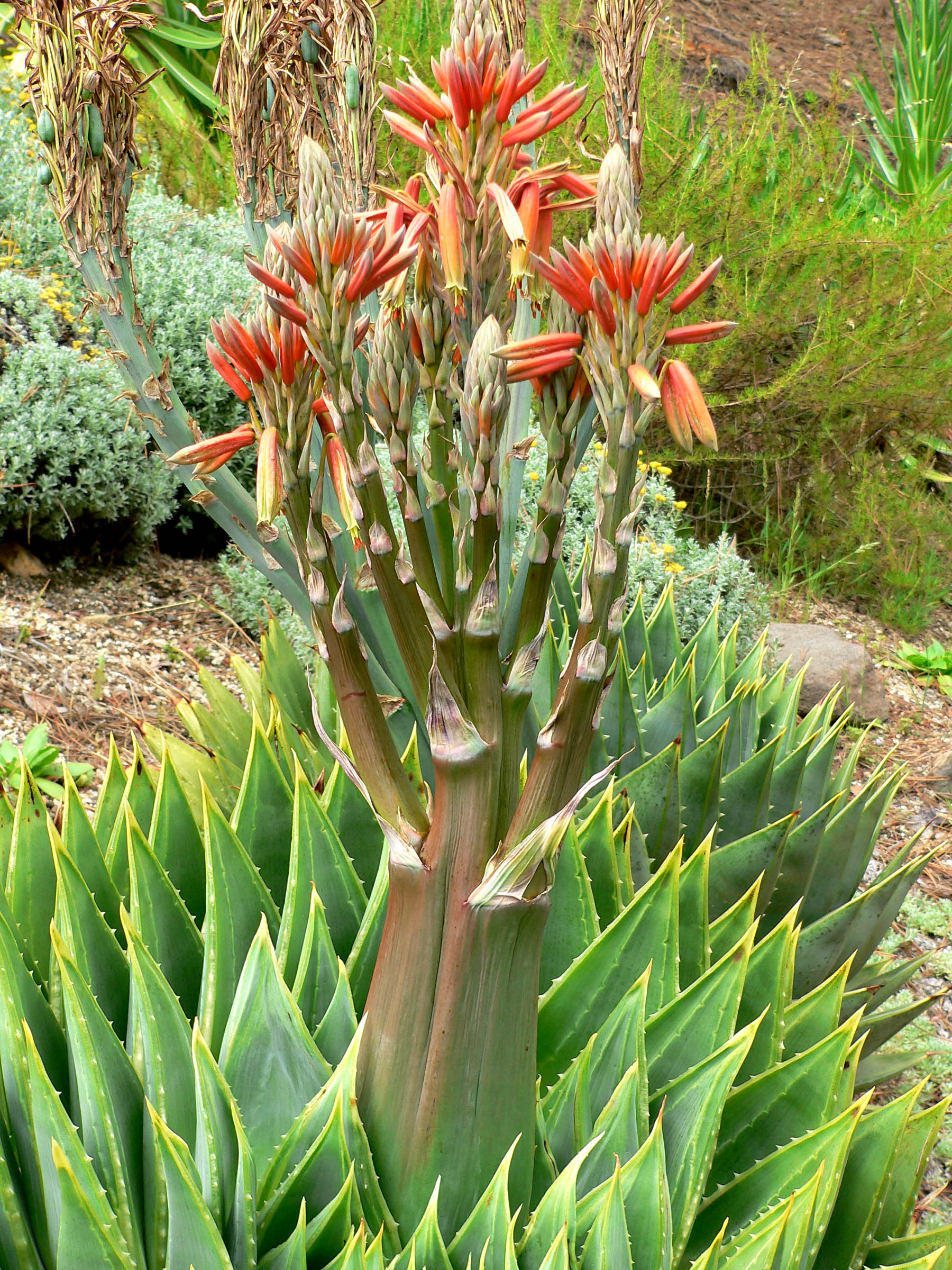
Aloe polyphylla en fleurs.

Aloe polyphylla est acaule, composée d'une très large rosette de feuilles très dense. Les spirales sont disposées de façon régulière dans le sens horaire ou anti-horaire.
Les feuilles sessiles sont épaisses et larges à la base et finissent régulièrement en pointe par une épine apicale noire. Elles sont composées de quelques épines blanches sur les côtés des feuilles. L'épiderme est vert bleuté. Les nombreuses feuilles d’Aloe Polyphylla sont organisées d'une spirale de 5 rangs, qui tourne soit vers la droite, soit vers la gauche. La rosette se limite à environ une trentaine de centimètres de hauteur. La hampe florale est courte et trapue, dressée elle se divise en 4-5 épis. Cette plante n'atteint sa pleine taille qu'après 5 ou 6 ans.

## Semer et cultiverAloe polyphylla
Elle nécessite un sol bien riche, drainant et de la lumière. Contrairement aux autres aloès, celle ci tolère des températures allant jusqu'à -7 à -10 °C. L'aloès possède des graines très dures, qui se conservent des années mais qui ne germent que très difficilement. Pour obtenir une bonne germination, il faut rompre ou ramollir leur tégument. Les premières feuilles croissent rapidement et sont distinctes.